# Ampumixis dispar
Ampumixis dispar är en skalbaggsart som först beskrevs av Henry Clinton Fall 1925.  Ampumixis dispar ingår i släktet Ampumixis och familjen bäckbaggar. Inga underarter finns listade i Catalogue of Life.